# リンダ・グラットン
リンダ・グラットン（Lynda Gratton, 1955年 - ）は、イギリスの組織論学者、 コンサルタント、ロンドン・ビジネス・スクールの管理経営学教授及び彼女自身の組織行動論上の実績で有名なHot Spots Movementの創業者である。

## 来歴
イングランドのリヴァプールに4人の子供の最年長として生まれる。リヴァプール大学で心理学を専攻し、PhDを取得した。
修了後、グラットンはブリティッシュ・エアウェイズに主任心理学者として入社したのち、1982年には経営コンサルタント会社PAコンサルティンググループに役員として迎えられている。
1989年ロンドン・ビジネス・スクール助教授として学者としての経歴を開始、2004年にはイギリス経営実践研究所(Advanced Institute of Management Practice)シニアフェローに任命された。2006年にはロンドン・ビジネス・スクールのリーマン女性ビジネスセンターの設立に携わった。
2005年、産学連携を目的とした研究及び経営コンサルタント会社ホット・スポッツ・ムーブメントを創業した。ホット・スポッツは2009年10月に企業経営者、学会、執行役を対象にした先駆的研究を行う働き方の未来コンソーシアムを設立した。このコンソーシアムはヨーロッパ、南アフリカ、日本、オーストラリアの110を超える企業から執行役が参加している。
グラットンは世界経済フォーラムのフェローとしてリーダーシップ委員会を主催、ロンドン・ビジネス・スクールではドラッカー賞選考委員会を主催しているほか、ボーダフォン、シェル、ユニリーバなどの国際企業と共同研究を継続している。長年にわたりフィナンシャル・タイムズ・ゴールドマン・サックスビジネス書籍賞の審査委員を務めた、彼女自身の著作「LIFE SHIFT - 100年時代の人生戦略」は2016年同賞の後身であるフィナンシャル・タイムズ・マッキンゼービジネス書籍賞の候補となった。
2017年には、人々が職業世界の変化に備えることを支援するGoogle.orgのイニシアティブのアドバイザーに就任したほか、日本の人生100年時代構想会議メンバーに唯一の外国人として招聘された。

## 業績
2000年、Living Strategy: Putting People at the Heart of Corporate Purposeを出版、その後15か国語以上に翻訳された。この本ではヒューレット・パッカード、モトローラ、グラクソ・ウエルカムでのケーススタディをもとに、様々な誘因がある事業の文脈の中での従業員の位置づけ、組織は同従業員を理解し、権限を任せるかを議論した。
2002年、企業戦略を題材にした論文"Integrating the Enterprise"でマサチューセッツ工科大学スローン・マネジメント・レビューの最高論文賞を受賞した。 
2003年に著したThe Democratic Enterprise: Liberating your Business with Freedom, Flexibility and Commitmentはフィナンシャル・タイムズによって重要な学術論文であり、素晴らしい視点と今後数十年企業がどう変わっていくべきから論述されていると評された。
2005年のゴシャールとの共著による"BP: Organisational Transformation"と題するBPの組織統合に関するケーススタディはその年のECCHの企業戦略に関するケーススタディ賞を受賞、次いでその年のケーススタディ全体の賞を受賞した。
2007年、Hot Spots: Why Some Companies Buzz with Energy and Innovation – and Others Don'tはフィナンシャル・タイムズにその年で最も重要な本のひとつと評され、10か国語以上に翻訳された。 
2009年、Glow: How to bring energy and innovation to your lifeではより発明的、協力的になる現実的な方法を論じた。
2009年、職業の将来がどうなるかについての視点を創造し、組織はどう備えるかの共同研究を行う働き方の未来コンソーシアムを設立した
2011年、『ワーク・シフト』（The Shift: The Future of Work is Already Here）と、2014年のThe Key: How Corporations Succeed by Solving the World's Toughest Problems'で働き方の未来コンソーシアムでの研究をもとにした職業の将来像を著した。

## 受賞歴
2008年、フィナンシャル・タイムズより「次の10年で最も大きな変化を生み出しうるビジネス思想家」に選ばれた。
2011年にはタイムズが選ぶ今日の15人のビジネス思想家のひとりになった
。同年にはヒューマン・リソース・マガジンによりイギリスの25人の最も重要なヒューマン・リソース関連の思想家に選定された。2013年、日本で『ワーク・シフト』（The Shift）がビジネス書大賞を受賞、15か国語以上に翻訳された。
2013年にはヒューマン・リソース・マガジンのLife Time Achievement Awardを受賞、あわせて経営思想家ランキング"Thinkers 50"で15人のトップ思想家に選定された。
2015年にはThe KeyがCMIマネジメント・ブック・オブ・ザ・イヤーを受賞した。この本では企業の業務推進やプロセス、リーダーシップの変革が世界に与えるインパクトを論じた。
2016年、アンドリュー・スコットと共著で「LIFE SHIFT - 100年時代の人生戦略」を出版、多数の言語に翻訳、世界各国で強い関心を集め、日本ではベストセラーとなった。フィナンシャル・タイムズのその年の本候補にも選定されている。
グラットンの業績は世界中で評価され、インド、アメリカ、オーストラリアで賞を受けている。

## おもな著作
リンダ・グラットンの主な著作は以下の通り。
- Gratton, Lynda (1999) Strategic Human Resource Management: Corporate Rhetoric and Human Reality, Oxford University Press, May 1999.
- Gratton, Lynda (2000) Living Strategy: Putting People at the Heart of Corporate Purpose, Financial Times/Prentice Hall, April 2000.
- Gratton, Lynda (2004) The Democratic Enterprise: Liberating your Business with Freedom, Flexibility and Commitment, Financial Times/Prentice Hall, 2004.
- Gratton, Lynda (2007) Hot Spots: Why Some Teams, Workplaces, and Organisations Buzz with Energy and Others Don't, Financial Times/Prentice Hall, 2007.
- Gratton, Lynda (2009) Glow: How you can radiate energy, innovation and success, Financial Times/Prentice Hall, 2009.
- Gratton, Lynda (2011) The Shift: The Future of Work is Already Here, HarperCollins Business, 2011.（邦訳『ワーク・シフト』）
- Gratton, Lynda (2014) The Key: How Corporations Succeed by Solving the World's Toughest Problems, McGraw-Hill Education, 2014.
- Gratton, Lynda & Scott, Andrew (2016) 「LIFE SHIFT - 100年時代の人生戦略」 100-year life: living and working in an age of longevity, Bloomsbury 2016.

Articles, a selection:
- The Challenge of Scaling Soft Skills by Lynda Gratton in the MIT Sloan Management Review 2018
- How Leaders Face the Future of Work by Lynda Gratton in the MIT Sloan Management Review 2018
- The Long Journey to Understanding Intangible Assets by Lynda Gratton in the MIT Sloan Management Review 2018
- Corporate Implications of Longer Lives by Lynda Gratton & Andrew Scott in the MIT Sloan Management Review 2017 Spring Vol 58:3 p 63-70
- Rethinking the Manager's Role by Lynda Gratton in the MIT Sloan Management Review 2016 Fall Vol 58:1 p 24-27
- Gender role self-concept, categorical gender, and transactional-transformational leadership: Implications for perceived workgroup performance by Lynda Gratton and J H Wolfram in the Journal of Leadership and Organizational Studies 2014 Vol 21:4 p 338-353
- The Third Wave of Virtual Work By Lynda Gratton & Tammy Johns Published in the Harvard Business Review: January 2013
- End of the Middle Manager By Lynda Gratton Published in the Harvard Business Review: January 2011
- Lynda Gratton investigates the Future of Work By Lynda Gratton Published in the Business Strategy Review: Autumn 2010
- Eight Ways to Build Collaborative Teams By Lynda Gratton & Tammy Erickson Published in the Harvard Business Review: November 2007
- Bridging Faultlines in Diverse Teams By Lynda Gratton, Andreas Voigt and Tammy Erickson Published in MIT Sloan Management Review: Summer 2007
- Truss, Catherine, and Lynda Gratton. "Strategic human resource management: A conceptual approach." International Journal of Human Resource Management 5.3 (1994): 663–686.
- Truss, C., Gratton, L., Hope‐Hailey, V., McGovern, P., & Stiles, P. (1997). Soft and hard models of human resource management: a reappraisal. Journal of Management Studies, 34(1), 53–73.
- McGovern, P., Gratton, L., Hope‐Hailey, V., Stiles, P., & Truss, C. (1997). Human resource management on the line?. Human Resource Management Journal, 7(4), 12–29.
- Gratton, L., Hope‐Hailey, V., Stiles, P., & Truss, C. (1999). Linking individual performance to business strategy: The people process model. Human Resource Management, 38(1), 17–31.
- Ghoshal, Sumantra, and Lynda Gratton. "Integrating the enterprise." Sumantra Ghoshal On Management: A Force For Good (2005): 313.